# Chama (rijeka u Venezueli)
Chama (špa. Río Chama) je rijeka na zapadu Venecuele, duga 200 km, važna pritoka Jezera Maracaibo i najveća rijeka savezne države Mérida.

## Riječni tok
Rijeka Chama izvire na obroncima planine Pico El Águila u Andama kod sela Páramo de Mucuchies u državi Mérida. Od izvora teče prema zapadu, preko široke doline u kojoj se nalazi i glavni grad Méride, istoimena Mérida. Nakon relativno dugog ravnolinijskog toka u istom smjeru, rijeka skreće prema sjeveru i utječe u Jezero Maracaibo u državi Zulia.
Slijev rijeke Chame obuhvaća više od 3.517 km², to je većim dijelom poljoprivredni kraj, raznolike faune, ali je 1990-ih ustanovljeno naglo smanjenje leptira - Papilio polyxenes, koji živi duž obala rijeke. Uzrok je najvjerojatnije sve veće zagađenje, uzrokovano sve većom urbanizacijom.